# Clelia Luro

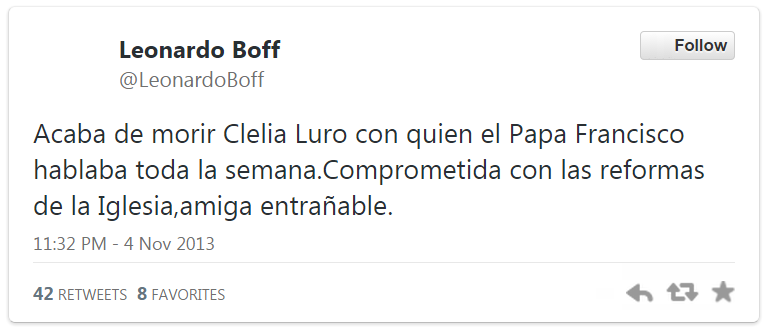
Tuit del teólogo de la liberación Leonardo Boff anunciando la muerte de Clelia Luro.

Clelia Susana Luro de Podestá (Buenos Aires, 21 de febrero de 1926 - Buenos Aires, 4 de noviembre de 2013) fue una periodista y escritora argentina que se destacó por su activismo social, cerca de la teología de la liberación en la vertiente de la teología del pueblo y en especial por la reforma de la Iglesia católica para garantizar el derecho de los sacerdotes a casarse o de optar voluntariamente por el celibato. Fundó y presidió la Federación Latinoamericana de Sacerdotes Casados (FLSC) junto a su esposo y obispo de la Iglesia católica Jerónimo Podestá. En el último año de su vida trabajó para difundir el papado de Francisco, la única autoridad de la Iglesia católica en Argentina que defendió a Podestá y a Luro de los ataques que sufrieron desde el Vaticano, reconociendo el aporte de ambos a la Iglesia católica. Bergoglio hablaba con Clelia todos los domingos y la invitó a permanecer junto a su esposo cuando le administró a Podestá la unción de los enfermos.

## Biografía

### Primeros años
Clelia Luro nació en 1926 en el Barrio Norte de Buenos Aires en el seno de una familia tradicional de clase alta. Educada en el Colegio del Sagrado Corazón, desde chica se identificó fuertemente con el mensaje de Jesús y el Evangelio que veía muy lejos de la Iglesia católica como institución.

### Salta
En 1949, cuando tenía 23 años, se casó con el salteño Jaime Isasmendi, primo de Robustiano Patrón Costas, líder del Partido Demócrata Nacional (conservador) y dueño del Ingenio San Martín de Tabacal en la localidad de Orán, cuestionado por su régimen laboral abusivo en perjuicio de diversos pueblos indígenas. Luego de que el matrimonio viviera en Buenos Aires -donde nace su primera hija- y en Salta -donde nace su segunda hija-, su esposo comenzó a trabajar en 1954 en el ingenio de su primo, donde se instaló la familia, en una zona rural a 300 kilómetros de Salta. Allí Clelia tomó contacto con las poblaciones indígenas (kolla, wichí, toba y avá guaraní) y su extrema pobreza y tomó la iniciativa de utilizar el aprendizaje que había realizado con la Cruz Roja para prestar servicios paramédicos y solidarios a esas poblaciones.

Había vivido diez años en un ingenio azucarero de los Patrón Costas. Me había concientizado allí. De Santa Fe y Callao, de pronto me casé y me fui a vivir al ingenio en Salta y empecé a vivir la realidad de los indígenas, la realidad del país. Era de una familia de clase media alta y no había tenido la oportunidad de vivir el drama de la gente. Había tomado cursos de medicina preventiva en la Cruz Roja, entonces agarraba el caballo y me iba a los huetes, las chozas de la zafra en Orán, a enseñar a alimentar a los niños, colaboraba con el médico del ingenio, hacía prevención, porque los chicos allí morían como moscas. De chica tenía una visión muy fuerte del Evangelio, del mensaje de Jesús, que no compaginaba en mí con la institución Iglesia. Entonces ahí pude desarrollar lo que había sentido, porque había querido ser monja. Me di cuenta de que no era necesario ser religiosa para trabajar con la gente.
Clelia Luro

Para 1961 Clelia había tenido cinco hijas (María Cristina, Nannina -que vivía en Salta debido a que tenía que concurrir a una escuela para niños sordos-, Clelia, Clara, Alejandra María) y estaba embarazada de la sexta (María de los Ángeles) cuando su matrimonio entró en una crisis terminal, en una época en la que la separación (la ley de divorcio había sido derogada en 1956) generaba mucha discriminación en perjuicio de las mujeres. Pero apoyada por el obispo de Salta, Clelia tomó la decisión de separarse y volver a Buenos Aires. Sus cuatro hijas mayores debieron ser internadas pupilas en el mismo Colegio del Sagrado Corazón donde ella había estudiado, ya que su esposo -en esa época las mujeres no podían ejercer la patria potestad de sus hijos e hijas mientras el padre estuviera vivo- no dio autorización para que vivan con la madre. Clelia debió vivir en un hotel, embarazada y con su hija menor, porque su familia la rechazó a causa de la separación.
Luego de casi un año de vivir con mínimos recursos, acosada por su esposo, en juicio por la tenencia de sus hijas e ignorada por su familia, obtuvo un trabajo en una empresa financiera de planes de ahorro para vivienda. Luego de progresar en la misma, propuso a la empresa ofrecer planes de vivienda accesibles para los obreros rurales salteños, aprovechando su conocimiento de las necesidades de vivienda popular en esa zona y trabajando con la diócesis de Salta. El proyecto prosperó y se extendió también en 1965 a Tucumán -donde se radicó- y Jujuy, mientras que sus hijas fueron internadas pupilas en el Colegio Sagrado Corazón del barrio Chateau Carreras de la ciudad de Córdoba, con excepción de Nannina que fue enviada por el padre a vivir en Buenos Aires.
En 1966, durante el gobierno constitucional de Arturo Illia, insatisfecha espiritualmente con su empleo, renunció y gestó junto al militante peronista Ezequiel Perteagudo, la revista Imágenes del País.

Quisimos contribuir a crear en el país una mentalidad de cambio revolucionario, que tendría que desembocar necesariamente en una revolución política. Esa era la tarea que tratábamos de desarrollar con Ezequiel Perteagudo ya a través de la revista Imágenes...
Clelia Luro

### Encuentro con Jerónimo Podestá

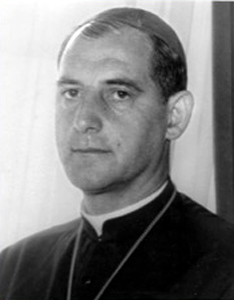
El padre Jerónimo Podestá, conocido como el "Obispo de los obreros" por haber iniciado la práctica de los curas obreros en Argentina. Fue obispo de la diócesis de Avellaneda, perseguido por sus posiciones progresistas tanto por ciertos sectores de la Iglesia católica como por las dictaduras militares. Recién luego de ser suspendido como sacerdote a divinis formó pareja con Clelia Luro, casándose en 1972 y fundando la Federación Latinoamericana de Sacerdotes Casados.

A fines de la década de 1960 quedaría viuda pero antes, en abril de 1966 conoció a Jerónimo Podestá, quien por entonces era obispo de la diócesis de Avellaneda y venía de participar en el Concilio Vaticano II (1962-1965). Era conocido como "el Obispo de los obreros" por liderar la experiencia pastoral renovadora de "curas obreros" iniciada en Francia, sacerdotes que trabajaban en fábricas y vivían de sus salarios en barrios obreros, a la vez que participaban de las luchas sindicales. Podestá lo llamaba "una Iglesia de abajo". Clelia conoció a Podestá por medio del obispo de Salta, quien la envió a recurrir a él para ayudar a un sacerdote salteño con problemas de alcoholismo. El mismo día que lo conoció Clelia le escribió a un sacerdote amigo sobre la impresión que le causó su encuentro con Podestá:

Hoy estuve con Podestá. Se apareció sencillamente con su clergyman. Parecía un curita... me citó en casa de su madre... nos sentíamos tan bien, como si nos hubiéramos conocido de siempre... no dejaba de pensar "con hombres así ¡qué distinta sería la Iglesia"... quizá con él sea mi camino..."
Clelia Luro

Clelia también produjo en Jerónimo Podestá un fuerte impacto desde el momento que la conoció:

Veo algo en esa mujer decidida, audaz, que no tiene trabas ni inhibiciones y que a pesar de su fuerza de espíritu no tiene agresividad. Me interesa su conversación, siento que irradia amor y cariño entrañable por la Iglesia y sus sacerdotes. No advierto nada que me moleste o perturbe, todo libertad y fuerza pero no desenfado. En su fuerza hay bondad y amor, ésto me encanta. Es muy mujer pero en ella no aparece lo "caído" de la mujer sino lo grande. Me habla con total naturalidad y la escucho con gran placer, como si ya nos hubiéramos conocido y fuésemos viejos amigos. Habla el idioma que me gusta: con sabor a Dios, a Evangelio, a Concilio, a renovación de Espíritu, autenticidad, sin miedo, con generosidad de alma grande. Desde ese momento percibí el carisma. Por otra parte hable el idioma que me gusta porque es el verdadero, pero que yo no siempre tengo el valor de usar. Siento que esa mujer me habla con gran amor sobrenatural y limpio afecto humano; me trae un mensaje y comprendo que habrá de tener una parte importante en mi vida porque tiene una profunda afinidad con mi alma. Pero justamente me trae lo que a mí me falta. Me habla de Dios, de la Iglesia argentina, de los Obispos, de los Sacerdotes, de la necesidad de renovarse en el Amor de Cristo... Me plantea dos cosas concretas: la salud de un sacerdote del norte y mi opinión sobre una carta que tiene escrita para el señor Nuncio. La carta es verdaderamente audaz, pero tiene la santa libertad de los hijos de Dios, a pesar de lo extraño del caso la carta me gusta, en cuanto al sacerdote le prometo hacer todo lo que me sea posible. Me gusta tanto escucharla pues tiene el mismo concepto de Dios, de la Gracia y del Pecado, pero al mismo tiempo tiene una libertad de la que yo carzco. Varias veces me ofrece retirarse pero yo la insto a que continúe todo el tiempo que quiera. Me gusta su alma y su calidad de mujer... Lo extraño del caso es que a pesar de tener tantas cosas fuera de lo común no siento ninguna prevención, por el contrario una gran afinidad y simpatía...
Jerónimo Podestá

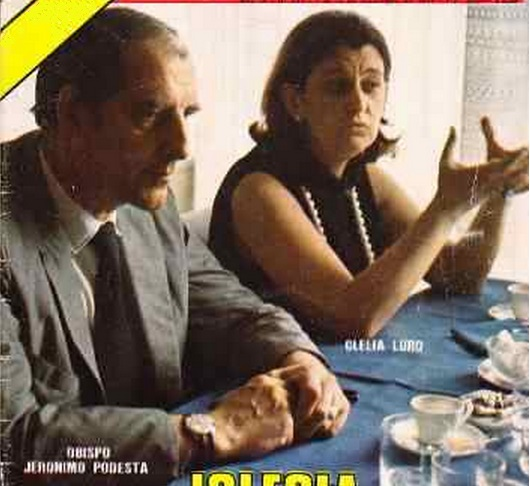
Jerónimo Podestá y Clelia Luro en la tapa de la revista Panorama.

A fines de 1966, durante la dictadura del general Onganía, se realizó en Mar del Plata la X Reunión de la CELAM. Durante la misma se produjo un estrecho encuentro entre Podestá y Hélder Cámara, el progresista obispo brasileño que había desempeñado un papel importante en el Concilio Vaticano II e impulsado el Pacto de las catacumbas y que era conocido por la dictadura militar brasileña como el "obispo rojo". Clelia cubrió el encuentro entre ambos obispos y la revista Imágenes del País publicó la nota en tapa, causando gran preocupación en la dictadura.
Para entonces Clelia y Jerónimo habían establecido una relación de profundo amor e identificación mutua, que decidieron asumir en su plenitud humana manteniéndola en un plano exclusivamente espiritual, tomando la forma de una "pareja mística". El propio Hélder Cámara le dijo a Jerónimo en aquel encuentro que no tuviera "miedo de Clelia, porque Clelia va a ser tu fuerza". En 1967 Clelia y Jerónimo fueron invitados a visitar al padre Cámara en Recife, poco antes de que el obispo brasileño encabezara la firma del Manifiesto de los 18 Obispos del Tercer Mundo. Los tres mantendrían un vínculo estrecho de por vida y muchos años después, en 2003, Clelia escribiría el libro El mártir que no mataron (Hélder Cámara). 
Podestá nombró a Clelia como su secretaria personal en el obispado, una posición muy inusual para una mujer en la Iglesia católica de aquella época. Decidieron no ocultar su vínculo, conscientes de que no rompían regla eclesiástica alguna, ni ceder a la hipocresía -habitual en la Iglesia- que le recomendaban mantener en reserva su relación con "esa mujer", razón por la cual Clelia comenzó a estar presente a su lado en los actos, reportajes y actividades públicas. Clelia se quejaba del trato de las autoridades eclesiásticas que se referían a ella sin mencionarla por el nombre, llamándola "esa mujer", como una manera de invisibilizarla y deshumanizarla, sentimiento que la llevó en 1996 a titular su primer libro como Mi nombre es Clelia.
En las cartas entre Clelia y Jerónimo desde fines de 1966 se percibe la fuerza de ese amor y la convicción de respetarse mutuamente sin traicionar el juramento de celibato de Podestá y a la vez aceptando ese sentimiento como una gracia en el marco de una Iglesia católica que buscaba renovarse y hacerse más humana.

Querido Jerónimo:

Hoy pregunté a Dios por qué quiero, por qué amo así; no quería amar, se sufre. De lo profundo de mi alma, vino la respuesta: así tengo que quererte. Es cierto que me has dado mucha felicidad al compartir todo lo tuyo, pero también es cierto -y lo sé en toda su profundidad- que es renunciamiento... Tus manos, Jerónimo, amo tus manos que consagran y bendicen. Tú debes ser otro Cristo en la historia de hoy. Todos los cristianos deberíamos ser otros Cristos para que la historia madure. Toda tu vida y todo tu ser: tus labios que dan Su palabra, tus ojos que reflejan a Dios, tus pies que no se cansan de andar para anunciar el Evangelio...
Clelia, Navidad de 1966

Clelia querida, te amo mucho, te amo de veras, te amo bien; te quiero mucho, muchísimo, con todo mi ser. No quiero ni la más leve sombra que pueda empañar la dignidad y nobleza de este cariño. Asimismo te digo que no debemos permitir la más leve rebaja del nivel y de la dimensión que Dios le ha dado a nuestro encuentro.
Jerónimo, 2 de enero de 1967

En enero de 1967 Podestá recibe por primera vez una advertencia de Mozzoni, Plaza y Primatesta sobre su relación con Clelia. Ante la disolución de los partidos políticos que había dispuesto la dictadura a partir de mediados de 1966, adquirieron aún más importancia los canales de participación que abrían las corrientes religiosas más comprometidas como la que expresaba Podestá. El 26 de marzo de 1967 el papa Paulo VI publicó la encíclica Populorum Progressio (El desarrollo de los pueblos), un documento muy progresista que ponía el acento en la situación de desigualdad creciente entre ricos y pobres en el mundo, apelando al "deber" cristiano de actuar urgentemente para cambiar la situación:

Entiéndasenos bien: la situación presente tiene que afrontarse valerosamente y combatirse y vencerse las injusticias que trae consigo. El desarrollo exige transformaciones audaces, profundamente innovadoras. Hay que emprender, sin esperar más, reformas urgentes. Cada uno debe aceptar generosamente su papel, sobre todo los que por su educación, su situación y su poder tienen grandes posibilidades de acción. Que, dando ejemplo, empiecen con sus propios haberes, como ya lo han hecho muchos hermanos nuestros en el Episcopado...
Paulo VI, Populorum Progressio

Jerónimo, Clelia y Perteagudo adhirieron de inmediato a los términos de la encíclica y comenzaron a difundirla a través de la revista Imágenes del País y de la prédica episcopal. Podestá decía que "la encíclica era un programa revolucionario":

En la encíclica se propiciaba, sin pelos en la lengua, que el mundo estaba mal organizado, que había que cambiar de rumbo, que hacían falta reformas audaces, profundamente renovadoras.
Jerónimo Podestá

Las conferencias de Podestá sobre la Populorum Progressio se volvieron cada vez más populares, sobre todo en medios sindicales y peronistas, estos últimos prohibidos por la dictadura. Pero al mismo tiempo encendieron las alarmas en el gobierno militar y en los sectores conservadores civiles y religiosos. 

El primer acto que hizo Jerónimo sobre la Encíclica fue en el teatro Roma de Avellaneda. El teatro estaba colmado y Jerónimo habló con toda su fuerza. Al regreso a la Curia nos avisaron que habían encendido fuego junto a la puerta de entrada y a las ventanas que daban a la calle y como estaban solamente entornadas, se habían encendido las cortinas. Después de apagar el fuego salimos a la calle y vimos que habían escrito en la pared una leyenda que decía "Podestá comunista", "Pablo VI traidor". La reacción se había hecho sentir en forma inmediata. Supimos en ese momento, con la mayor claridad, que nuestro compromiso iba a ser cada vez más fuerte y, consecuentemente, nuestros problemas. Hablo así por dos motivos: primero porque mi consagración al lado de Jerónimo era muy clara para los dos; yo estaba totalmente decidida a caminar junto a él compartiendo el mismo testimonio (aunque no fuera muy aceptable para la institución) de estrecha colaboración de una mujer junto a un obispo. Segundo, Jerónimo tenía claro que nuestro encuentro era irrenunciable
Clelia Luro

El 1 de mayo de 1967 Podestá publicó un artículo en un diario de gran difusión cuestionando la prohibición del dictador Onganía de realizar actos el Día Internacional de los Trabajadores y para fines de año Podestá, Clelia y Perteagudo planearon realizar un gran acto, en plena dictadura, en el estadio Luna Park en el que el obispo fuera el único orador y el tema fuera la Populorum Progressio.
El 25 de junio Podestá le escribe una carta a Hélder Cámara en la que le cuenta que el nuncio papal Umberto Mozzoni le había advertido que no debía realizar el acto en el Luna Park y le transmite también el significado profundo de su encuentro con Clelia y la decisión de ambos de asumir en libertad la "colaboración sacerdote-mujer", así como la fortaleza que exigía asumir ese sentimiento ("es gozo y cruz al mismo tiempo"): 

La verdad que nuestro encuentro con Clelia es un misterio maravilloso, nos llena de luz y de paz, nos ha acercado a Dios y nos ayuda a seguir el camino de su voluntad. Es don de Dios, pero es oblación nuestra. Tenemos la seguridad de no haberlo buscado ni de haber seguido este camino por capricho. Humanamente hablando, nos hubiera sido más fácil seguir el camino de una amistad común y no de estrecha colaboración sacerdote-mujer. No es el camino más fácil sino el más difícil; nos exige una gran renuncia interior y un total abandono en Dios. Es gozo y cruz al mismo tiempo. Hace falta una profunda fe y una gran fortaleza para seguir este camino, para seguir creyendo, para no claudicar en la esperanza. Ahora entiendo mucho más a María y José y las palabras de Santa Isabel: 'Bienaventurada Tú porque has creído’.
Jerónimo Podestá

### La remoción de Podestá del obispado
Los hechos se precipitaron en la segunda mitad de 1967. A fines de julio el dictador Onganía lo citó y le dijo que él era el mayor peligro de la Revolución Argentina. Presionado por las máximas autoridades de la Iglesia argentina, Podestá defendió la limpieza de su conducta anunciándoles que iría a hablar con el papa Paulo VI, convencido de que entendería. Pero la audiencia con el papa no resultó como suponía, exigiéndole que "arrancara" ese sentimiento de su corazón. En una carta del 12 de agosto dirigida a Paulo VI, Podestá dice:

Lo que realmente importaba era establecer el valor y el sentido de esa amistad con una mujer. Pero ud. no me habló simplemente de obrar con prudencia, de cuidar las formas externas o de evitar el peligro de la maledicencia. El papa me pidió por amor a Cristo que arrancara de mi corazón un sentimiento. Y ¿qué derecho tiene el papa de pedir en nombre de Cristo semejante cosa, sin estar seguro de que se trata de un sentimiento malo o de una amistad pecaminosa? A menos que se piense que toda amistad entre un sacerdote y una mujer tiene que ser necesariamente mala, no se puede exigir semejante cosa.
Jerónimo Podestá

El 10 de noviembre el nuncio Mozzoni le pide la renuncia al obispado sin más. Podestá pide ver al papa antes de resolver, pero Mozzoni le ordena firmar la renuncia con la promesa de no tramitarla hasta conocer la decisión final papal. Jerónimo y Clelia viajaron a Roma pero el papa nunca lo recibió. Clelia en cambio pudo hablar con el secretario de Estado de la Santa Sede, el cardenal Giovanni Benelli, que mostró una postura irreductible, sexista y sin empatía:

Cuando fuimos al Vaticano, yo todavía no era pareja con Jerónimo. Me parecía una cuestión imposible. Por su lado, Jerónimo se indignó muchísimo al ver que mi presencia causaba tantos problemas. Me llevó con él para preguntar en el Vaticano cuál era el problema conmigo. Allí nos atendió el secretario de Estado, cardenal Benelli. Le pedí que me recibiera como hombre y como sacerdote, no en calidad de funcionario, y a solas. Aceptó, y la visita duró una hora y media. Cada vez que se ponía en funcionario, yo le tomaba la mano fraternalmente. ¡Parecía una película de Bergman! “Monseñor, si usted me habla así, yo me voy.” Y él volvía, entonces, a tratarme como una persona. Comentaba que la mujer, en la Iglesia, debía callar. “¿Acaso santa Teresa se callaba?”, le pregunté, recordando que después de 400 años ella sigue siendo doctora de la Iglesia. —Y en esa conversación con Benelli, ¿se habló de la posibilidad de que fueras pareja de Jerónimo? —No. Benelli me dijo, muy sencillamente: “Si ustedes se quieren, véanse en privado, ¡pero que no la ubiquen al lado de Jerónimo, porque una mujer no puede estar influenciando a un obispo!”. Entonces le contesté, muy francamente: “Mire, monseñor, ni pienso ser su pareja a escondidas ni tampoco quiero que él deje todo por mí y se case. Solamente quiero trabajar al lado de él. Como una laica. Como una secretaria. Estamos aquí, en Roma, porque ustedes exigen que yo me aleje de su lado. Jerónimo no acepta esto, porque lo considera una vejación hacia mi persona.
Clelia Luro

De vuelta en Buenos Aires, cinco días antes de lo que le habían informado, el 3 de diciembre de 1967 Jerónimo Podestá fue desalojado con la policía de la diócesis de Avellaneda. Según Ezequiel Perteagudo, Onganía había exigido la renuncia de Podestá a cambio de realizar el salvataje de la irregular situación del Banco Popular de La Plata, en el que Mozzoni y Plaza estarían involucrados, en tanto Rogelio Frigerio estaba comercialmente asociado y otorgar en subsidio a la UCA. La cuestión de fondo no era Clelia sino la oposición de la dictadura y los negocios de la curia. El desplazamiento de Podestá fue visto como un triunfo de los sectores preconciliares.
Clelia ha cuestionado el papel de los religiosos involucrados en la exclusión de Jerónimo Podestá. Del papa Paulo VI consideró que "era muy misógino". Sobre Eduardo Pironio cuenta que se disculpó ante ella diciendo: "tuve que obedecer". De Antonio Quarracino, compañero de promoción con Podestá que condujo la Iglesia argentina entre 1990 y 1998 cuestiona que -a diferencia de su sucesor Jorge Bergoglio- nunca más volvió a hablar con Podestá ("yo creo que Quarracino le tenía miedo a Jerónimo; una vez le fue a hablar y no lo recibió").

### La diáspora
En 1968 Podestá publicó su primer libro Violencia del amor a iniciativa y con la colaboración de Clelia, como lo hará al año siguiente con su segundo libro La Revolución del Hombre Nuevo. A partir de su relación con Clelia, Podestá atribuyó a la idea de "amor" un papel central en su prédica, a la vez que un significado mucho más amplio y libre, atravesando las relaciones humanas y religiosas.
Manifestó sus simpatías por el Movimiento de Sacerdotes para el Tercer Mundo (MSTM) -antecedente de la Teología de la liberación- creado en 1968 como adhesión al Manifiesto de los 18 Obispos del Tercer Mundo que impulsó Hélder Cámara, pero cuando fue invitado a exponer en ese ámbito el teólogo peruano Gustavo Gutiérrez exigió que saliera de la sala, cuestionando su relación con Clelia.
Luego de su remoción como obispo Avellaneda la Iglesia lo designó Obispo de Orrea de Aninico, una diócesis africana desaparecida cuyo último obispo había sido Cresconio en el siglo V. En ese carácter, como obispo de la diócesis africana de Orrea de Aninico, Podestá participa de la reunión plenaria de obispos argentinos realizada en San Miguel el 22 de noviembre de 1971. Por entonces la prensa había difundido la noticia de que Podestá y Clelia se había casado o vivían como pareja. Podestá salió entonces a declarar públicamente a la prensa que sentía un profundo amor por Clelia Luro, pero que ambos habían decidido mantener su relación en un estado puramente espiritual debido a su condición de sacerdote y que la "versión indignante" sobre su casamiento era una maniobra de quienes pretendían que le quitaran su condición de obispo. Poco después, en un reportaje conjunto, Clelia puso aún más en claro la situación:

Él está enamorado y yo estoy enamorada, pero no queremos casarnos porque yo tengo mis hijos, porque amo la Iglesia y porque quiero que monseñor Podestá siga siendo Obispo.

Podestá denunció ante la prensa entonces que la dictadura había torturado con picana eléctrica a varios sacerdotes y se manifestó en contra de que el tema del celibato en la Iglesia católica no pudiera discutirse, tratándolo como un tabú o un dogma, pronunciándose a favor de modernizar la Iglesia y permitir el "matrimonio sacerdotal". La Iglesia consideró entonces que no podía permitir que se hicieran públicas las opiniones de Podestá y dispuso su suspensión a divinis.
A Podestá le preocupaba su futuro aislado de las estructuras oficiales de la Iglesia, Clelia lo impulsa a hacerse cargo de lo que ella denominaba "la diáspora", es decir todos aquellos sacerdotes, con sus hijos y esposas que habían sido excluidos de la Iglesia.

Bergoglio fue el único (religioso) católico que fue a visitar a Jerónimo en 33 años. No estoy hablando de un año. No hubo un cura del III Mundo que se acercara a la “manzana podrida” y los obispos se enojaran. No hubo un obispo que pisara esta casa nunca mientras el vivió. Cuando él se enfermo la única persona que fue a verlo fue el cardenal Bergoglio que lo había conocido en una audiencia previa.

### Casamiento y Federación de Sacerdotes Casados
Según la hija de Cleria Luro:

Cuando  secuestran a Salustro, que  además de ser el presidente de la FIAT, los guerrilleros  solo llaman a  Jerónimo para que interceda. Le dicen: Nos van a matar a todos porque no quieren que lo entreguemos con vida y de hecho, le dicen dónde es y Jerónimo  sale a ese lugar y cuando llega ya lo habían matado, le  tirotearon de afuera porque Salustro no podía salir con vida, Cuando va a declarar le sacan esa suspensión.
Hija de Clelia

En 1972 Podestá es suspendido a divinis como sacerdote y entonces, ya liberado del deber del celibato, deciden consumar físicamente su amor y casarse, comenzando a desarrollar la idea de la "pareja sacerdotal".
En 1972 estuvimos en Trelew y denunció la masacre. 

La lucha no era sólo contra el celibato, sino por una Iglesia democrática, horizontal, comprometida con el mundo, con la justicia. Cuando no había ninguna asociación de derechos humanos, el hombre de la Iglesia que se jugaba era él.
Clelia Luro

### El exilio
En 1974 lo amenazó la Triple A, al día siguiente que mataron a Silvio Frondizi. Arturo, el expresidente y hermano de Silvio, le aconsejó que se fuera. Fuimos a Roma y al salir del Vaticano Jerónimo dio una conferencia advirtiendo del baño de sangre que se cernía sobre la Argentina y que había pedido a la Iglesia que hiciera lo posible para evitarlo. La Iglesia es muy responsable de lo que pasó.
Clelia Luro

En 1978 se realizó la traducción al italiano del libro Cartas de Clelia y Jerónimo Podestá y fue editado por la editorial Vallechi de Florencia para su distribución en Italia, pero se prohibió su venta por orden del Cardenal Benelli. Ningún ejemplar ha podido ser hallado.

### Desde la vuelta del exilio en 1982
En 1996 publicó su libro Mi nombre es Clelia, que debió ser editado en Chile debido a que en Argentina las editoriales se negaban a imprimirlo.

Francisco me encontró un día y me preguntó: "¿qué estás haciendo?". Yo le dije "rompiendo papeles". Me dijo "no rompas ningún papel". Le dije "¿qué es eso, una orden?" "Si es una orden". "¿Y por qué no puedo romper ningún papel?". "Porque cuando te mueras te van a querer estudiar". "¿Quienes, un psiquiatra?". Entonces empezó a reirse y me contestó: "no, la historia, porque ustedes dos ya son historia en la Iglesia". Entonces espero que él nos saque como historia, no solo a Jerónimo y a Clelia, sino a todos, a los cien mil curas casados en el mundo, a sus mujeres, a sus hijos.
Clelia Luro

### La muerte de Jerónimo y sus últimos años
A partir de 2003 Clelia apoyó al gobierno kirchnerista, cuestionando tanto a los sectores dentro del kirchnerismo que estaban enfrentados con Jorge Bergoglio como a los medios de comunicación a los que acusaba de distorsionar los mensajes de Bergoglio, manipulándolos para enfrentar al gobierno.
En 2008 a Clelia se le reconoció su derecho a pensión como viuda de un sacerdote luego de gestiones realizadas por el gobierno y la Iglesia católica argentina. Eduardo Valdez, embajador argentino ante la Santa Sede desde 2008, relata cómo sucedió:

En 2005 me viene a ver Clelia Luro, la viuda de Jerónimo Podestá, aquel obispo de Avellaneda que se casa con Clelia y lucha toda la vida por la abolición del celibato. Quería pedirme si la jubilación de Jerónimo podía transformarse en su pensión de viuda. Hablé con un funcionario de la Anses, que al ver que se trataba de un obispo casado me pidió una carta de la Iglesia porque no se animaba a hacerlo por su cuenta. Entonces lo voy a ver y me pregunta si tenía el teléfono del funcionario. Agarró mi teléfono, lo llamó y le dijo: “Yo le agradezco mucho lo que está haciendo por Clelia, que Dios lo bendiga”.
Eduardo Valdéz

## En la cultura popular
En 2012 se realizó la serie de televisión Amores de historia sobre una idea general de Eduardo Valdéz y dirección de Pablo Fischerman que fue transmitida por Canal 9. El tercer capítulo fue dedicado al amor entre Clelia Luro y Jerónimo Podestá; se tituló "Clelia y Jerónimo (10 de noviembre de 1967)" con guion de Marisa Quiroga; la actriz Mercedes Morán interpretó a Clelia y Osmar Núñez a Jerónimo. El capítulo incluye también testimonios documentales de Clelia.
En 2013, pocos meses antes de morir, Clelia le solicitó a la presidenta de la Nación Cristina Fernández de Kirchner la expropiación de la casa en la que ella y Jerónimo vivieron en Buenos Aires desde que volvieron del exilio en 1982, ubicada en Gaona 1367 del barrio de Caballito. Se trataba de una casa histórica construida en 1864, una de las primeras construcciones realizada en el barrio, que la pareja compró cuando estaba en pésimo estado. Al año siguiente, luego de la muerte de Clelia, el Congreso de la Nación expropió la casa. Clelia había manifestado su voluntad de que la casa fuera un centro interreligioso y abierto: 

Lo que soñamos es que este lugar pueda seguir siendo una casa abierta, un espacio donde se gesten cambios, luchas, donde se den proyecciones, se realicen reuniones, debates, donde haya discusión política e interreligiosa para que podamos cumplir con el lema de Jerónimo de que todos sean uno para que el mundo crea.
Clelia Luro

## Obras
- Las cartas de Clelia y Jerónimo Podestá (con Jerónimo Podestá), Buenos Aires, Granica, 1973
- Caminos de libertad. Sacerdocio y matrimonio (con J. Podestá, Severino Croatto y otros), Buenos Aires, Planeta, 1985
- El Vaticano dice No: sacerdocio y matrimonio (con Jerónimo Podestá), Buenos Aires, Letra Buena, 1993
- Mi nombre es Clelia, Los Héroes, Santiago de Chile, 1996.
- El mártir que no mataron (Hélder Cámara), Madrid, Nueva Utopía, 2003.
- Jerónimo Podestá: un obispo sin fronteras, Buenos Aires, Ciccus, 2008.
- Nuestra lucha por Malvinas, Buenos Aires, Fabro, 2010.
- Jeronimo Obispo, un hombre entre los hombres, Buenos Aires, Fabro, 2011
- Las cartas de Clelia y Jerónimo Podestá. Testimonios de 50 años de lucha política y eclesial, con prólogo de Leonardo Boff (reedición actualizada que incluye las cartas posteriores a 1973 entre ellas las enviadas al arzobispo Jorge Bergoglio y al papa Francisco), Buenos Aires, Hombre Nuevo, 2013

## Biografía
- Luro, Clelia (1996). Mi nombre es Clelia. Santiago de Chile: Los Héroes. ISBN 9562724581.